# Peruzaunkönig
Der Peruzaunkönig (Cinnycerthia peruana) ist eine Vogelart aus der Familie der Zaunkönige (Troglodytidae), die in Peru endemisch ist. Der Bestand wird von der IUCN als nicht gefährdet (Least Concern) eingeschätzt. Die Art ist monotypisch.

## Merkmale
Der Peruzaunkönig erreicht eine Körperlänge von etwa 15,5 bis 16,0 Zentimetern bei einem Gewicht von ca. 19,6 Gramm. Die Oberseite ist prächtig kastanienbraun, der Nacken und Rücken etwas weniger rötlich als der Oberkopf und der Bürzel. Viele ausgewachsene Vögel haben einen unterschiedlichen Anteil an Weiß im Gesicht, normalerweise um das Auge und den vorderen Oberkopf. Gelegentlich kann das Weiß weiter ausgedehnt sein, was eventuell auf den sozialen Status in der Gruppe Auswirkungen hat. Die Handschwingen, die Armschwingen und die Oberflügeldecken sing kräftig kastanienfarben und auffällig mit dünnen schwarzen Streifen markiert. Die Steuerfedern sind kräftig kastanienbraun mit feinem schwarzem Gittermuster.  Das Kinn und die Kehle sind orangebraun, die Brust und die Flanken etwas matter und dunkler. Die Augen sind kastanienfarben, der Schnabel dunkelbraun, geöffnet gelb. Die Beine sind schwarz. Beide Geschlechter ähneln sich. Jungtiere ähneln erwachsenen Vögeln, haben aber nie weiße Federn im Gesichtsbereich.

## Verhalten und Ernährung
Der Peruzaunkönig sucht sich sein Futter in den bodennahen Straten und stöbert in Vegetation und Müll herum. Häufig ist er in Gruppen unterwegs, meist aus dem erweiterten Familienumkreis, das aus Pärchen, Halbwüchsigen und Jungvögeln besteht.

## Lautäußerungen
Der Gesang des Peruzaunkönigs besteht meist aus einem Duett beider Geschlechter. Er beinhaltet eine beeindruckende Serie starken Getrillers mit klaren Pfiffen. Einige der Gesangspassagen erinnern an die Nachtigall. Die Laute werden als harsche, schnatternde ch-d-d-d-Töne beschrieben, die die Gruppenmitglieder oft gemeinsam von sich geben. Wie bei konspezifischen Artgenossen wird der Gesang oft im Chor von sich gegeben und besteht aus variablem, musikalisch klingendem Geträller, Pfiffen und tirilierenden Tönen. Warnrufe, erschallen oft im Chor und bestehen aus schnellem, trockenem Geschnatter.

## Fortpflanzung
Wenig ist über die Brutbiologie des Peruzaunkönigs bekannt. In der Region Huánuco wurde im September ein frisch geschlüpftes Küken und ein anderes Nest mit einem Ei entdeckt. Im August beobachtete man flügge Nestlinge und Jungtiere im Februar, Juni und November, was auf eine längere Brutzeit hinweist. Das Nest aus Huánuco war beutelförmig, ca. 20 Zentimeter breit, ca. 30 Zentimeter lang und ca. 15 Zentimeter tief. Der Beutel maß 10 Zentimeter × 10 Zentimeter × 15 Zentimeter, hatte einen durchgehenden Eingangstunnel und war aus kleinen Wurzeln, die in grünes Moos eingewoben waren, und trockenen Bambusblättern im oberen Bereich gebaut. Der Eingangsbereich war von grünem Moos umgeben. Dieses wurde an gebogenen Bambusstielen angebracht. Die Eier sind hell cremeweiß mit spärlichen roten Sprenkeln.

## Verbreitung und Lebensraum
Der Peruzaunkönig bevorzugt nasse Bergwälder, Sekundärvegetation und Waldränder in Höhenlagen von 1500 bis 3300 Metern. Er kommt in den Anden Perus von der Region Amazonas bis in die Region Ayacucho vor.

## Migration
Es wird vermutet, dass der Peruzaunkönig ein Standvogel ist.

## Etymologie und Forschungsgeschichte
Die Erstbeschreibung des Peruzaunkönigs erfolgte 1873 durch Jean Louis Cabanis unter dem wissenschaftlichen Namen Presbys peruanus. Das Typusexemplar wurde von Konstanty Roman Jelski bei Maraynioc in der Provinz Jauja gesammelt. Bereits 1846 führte René Primevère Lesson den neuen Gattungsnamen Cinnycerthia ein. Dieser Name setzt sich aus »cinnuris κιννυρις« für »einen kleinen Vogel laut Hesychios von Alexandria«, ein Name den Georges Cuvier 1817 für eine Gattung der Nektarvögel verwendete, und »certhios κερθιος« für »einen kleinen Baumbewohner, der laut Aristoteles Insekten frisst« zusammen. Das Artepitheton »peruana« bezieht sich auf das Land Peru.